# SERPINB8
SERPINB8 (англ. Serpin family B member 8) – білок, який кодується однойменним геном, розташованим у людей на короткому плечі 18-ї хромосоми. Довжина поліпептидного ланцюга білка становить 374 амінокислот, а молекулярна маса — 42 767.
| 10         |  | 20         |  | 30         |  | 40         |  | 50         |
| ---------- |  | ---------- |  | ---------- |  | ---------- |  | ---------- |
| MDDLCEANGT |  | FAISLFKILG |  | EEDNSRNVFF |  | SPMSISSALA |  | MVFMGAKGST |
| AAQMSQALCL |  | YKDGDIHRGF |  | QSLLSEVNRT |  | GTQYLLRTAN |  | RLFGEKTCDF |
| LPDFKEYCQK |  | FYQAELEELS |  | FAEDTEECRK |  | HINDWVAEKT |  | EGKISEVLDA |
| GTVDPLTKLV |  | LVNAIYFKGK |  | WNEQFDRKYT |  | RGMLFKTNEE |  | KKTVQMMFKE |
| AKFKMGYADE |  | VHTQVLELPY |  | VEEELSMVIL |  | LPDDNTDLAV |  | VEKALTYEKF |
| KAWTNSEKLT |  | KSKVQVFLPR |  | LKLEESYDLE |  | PFLRRLGMID |  | AFDEAKADFS |
| GMSTEKNVPL |  | SKVAHKCFVE |  | VNEEGTEAAA |  | ATAVVRNSRC |  | SRMEPRFCAD |
| HPFLFFIRHH |  | KTNCILFCGR |  | FSSP       |  |            |  |            |

A: Аланін

C: Цистеїн

D: Аспарагінова кислота

E: Глутамінова кислота

F: Фенілаланін

G: Гліцин

H: Гістидин

I: Ізолейцин

K: Лізин

L: Лейцин

M: Метіонін

N: Аспарагін

P: Пролін

Q: Глутамін

R: Аргінін

S: Серин

T: Треонін

V: Валін

W: Триптофан

Кодований геном білок за функціями належить до інгібіторів протеаз, інгібіторів серинових протеаз. 
Задіяний у такому біологічному процесі, як альтернативний сплайсинг. 
Локалізований у цитоплазмі.